# John Ormonde
John Ormonde (* 15. September 1905; † 25. Juni 1981) war ein irischer Politiker.

## Leben
Während des Irischen Bürgerkrieges war er Mitglied der Jugendorganisation Fianna Éireann.
Während seiner politischen Karriere saß er für die Fianna Fáil im Dáil Éireann sowie im Seanad Éireann und bekleidete das Amt des Ministers für Post und Telegraphie.
Sein Sohn Donal Ormonde war in den 1980er Jahren ebenfalls Teachta Dála.